# 665

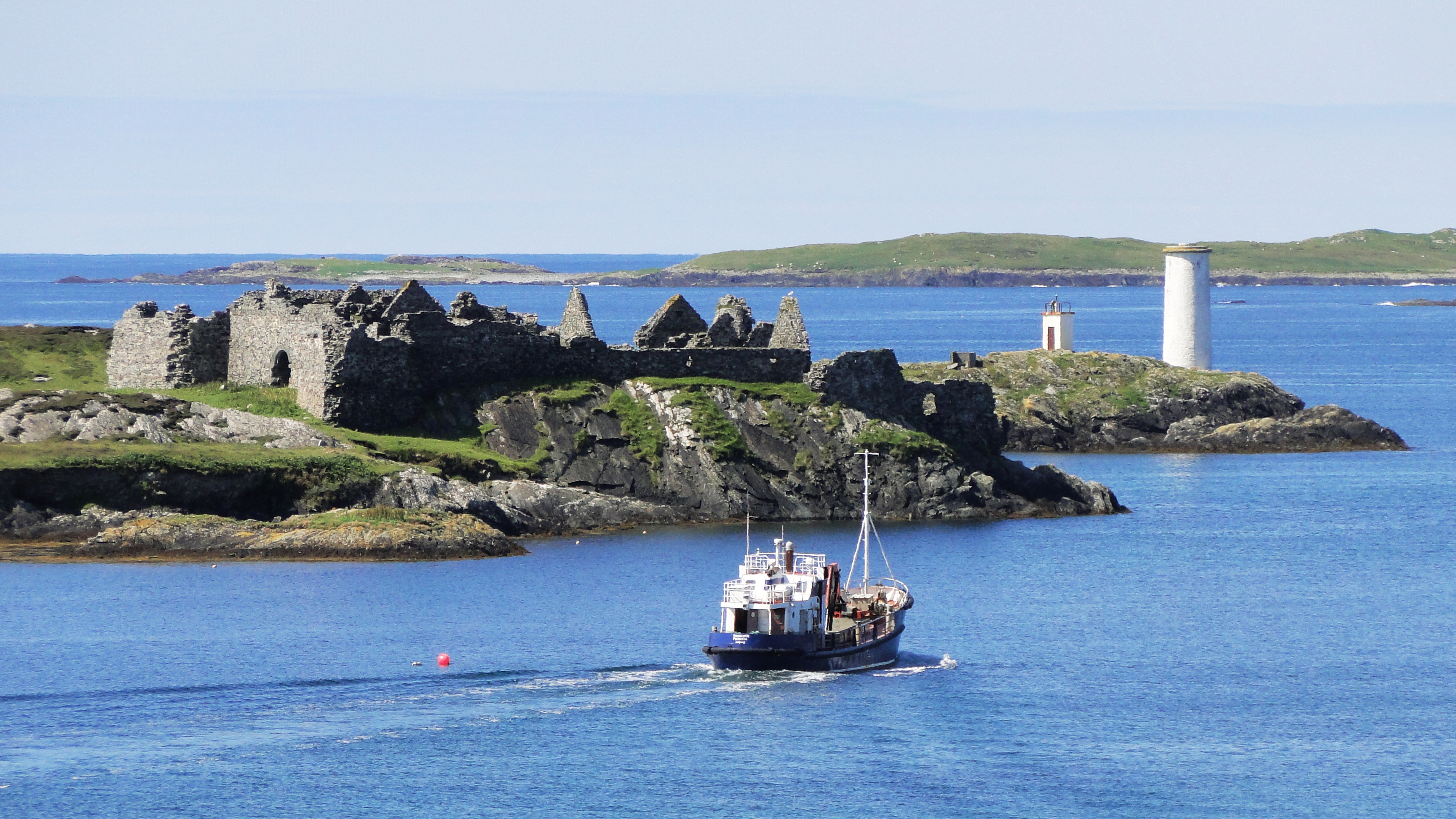
Klooster van Colman op Inishbofin (Ierland)

Het jaar 665 is het 65e jaar in de 7e eeuw volgens de christelijke jaartelling.

## Gebeurtenissen

### Brittannië
- De 7-jarige Willibrord (latere "apostel van de Lage Landen") wordt door zijn ouders als oblaat toevertrouwd aan het klooster van Ripon.
- Colman van Lindisfarne vestigt zich met een groep monniken op Inishbofin (huidige Ierland) en sticht op het eiland een klooster.

## Verschenen
- Brahmagupta, Indiase wiskundige en astronoom, schrijft de "Khandakhadyaka".

## Overleden
- Hafsa bint Omar, echtgenote van Mohammed
- Numerianus, bisschop van Trier